# Господар венчања
Господар венчања (енгл. The Wedding Ringer) америчка је романтична комедија из 2015. године. Режију потписује Џереми Гарелик, који је написао сценарио с Џејом Лавендером, док главне улоге тумаче Кевин Харт, Џош Гад и Кејли Квоко.

## Радња
Пошто му је остало нешто мало мање од две недеље до женидбе са девојком његових снова, Даг одлучује да потражи помоћ од Џимија Калахана, власника и председника фирме „Кум д. о. о.” — компаније која осигурава лажне кумове за венчања младожењама којима су исти потребни.
Оно што следи је невероватна хумористичка парада док њих двојица покушавају да остваре своју превару, али и чињеница да се између две до јуче неспојиве особе рађа право пријатељство.

## Улоге
| Глумац         | Улога         |
| -------------- | ------------- |
| Кевин Харт     | Џими Калахан  |
| Џош Гад        | Даг Харис     |
| Кејли Квоко    | Гречен Палмер |
| Алан Ричсон    | Кип Лојла     |
| Клорис Личман  | бака          |
| Мими Роџерс    | Лоис Палмер   |
| Кен Хауард     | Ед Палмер     |
| Афион Крокет   | Реџи          |
| Џенифер Луис   | Дорис Џенкинс |
| Оливија Терлби | Алисон Палмер |
| Хорхе Гарсија  | Лерч          |